# 라이어널 에이브럼스
라이어널 에이브럼스(영어: Lionel Abrams, 1931년 ~ 1997년)는 남아프리카 공화국의 미술가이다.

## 생애
그의 어머니인 엘라 에이브럼스(Ella Abrahms)는 제2차 세계 대전 시기에 리투아니아에서 남아프리카 공화국으로 이주했다. 라이어널 에이브럼스는 처음에는 건축을 전공했지만 2학년이 끝난 이후에 미술로 전향했고 어머니는 아들의 선택에 실망했다. 

## 활동
1957년 처음 전시를 시작했고, 일찌기 이미 예술가로서 명성을 얻었다. 1961년에는 유네스코에서 후원하고 국제조형예술협회 프랑스 위원회에서 주최한 파리 세계청년화가대회에서 남아프리카 공화국 대표로 참가했다. 1965년 상파울루 비엔날레와 파리 비엔날레에 남아공 대표로 출품했다. 하지만 1981년 전시회를 마지막으로 그는 예술계와 거리가 멀어졌다. 1957년부터 1981년까지 16번의 전시가 있었다.
1997년 사망했을 때는 상대적으로 거의 "잊혀진" 예술가가 되었다. 하지만 그럼에도 불구하고 그의 작품은 남아프리카 공화국 전역에 퍼져 있고, 남아프리카 내셔널 갤러리, 프리토리아 미술관, 렘브란트 미술 재단 및 기타 컬렉션에 전시되어 있다.